# David González López
David González López (Fontiveros, provincia de Ávila, 21 de febrero de 1996) es un ciclista español profesional desde 2019 y que compite con el Q36.5 Pro Cycling Team.
Destacó como amateur ganando el Memorial Pascual Momparler, el Memorial Juan Manuel Santisteban y etapas en la Vuelta a Castellón y en la Vuelta a León. Estos resultados le llevaron al profesionalismo de la mano del conjunto Profesional Continental Caja Rural-Seguros RGA.

## Palmarés
2023
- 1 etapa del Trofeo Joaquim Agostinho

2024
- 1 etapa del Trofeo Joaquim Agostinho

## Resultados en Grandes Vueltas
| Carrera | Carrera         | 2019 | 2020 | 2021 | 2022 | 2023  | 2024 |
| ------- | --------------- | ---- | ---- | ---- | ---- | ----- | ---- |
|         | Giro de Italia  | —    | —    | —    | —    | —     | —    |
|         | Tour de Francia | —    | —    | —    | —    | —     | —    |
|         | Vuelta a España | —    | —    | —    | —    | 106.º | —    |

—: no participa
Ab.: abandono